# 대한민국 민법 제709조
대한민국 민법 제709조는 업무집행자의 대리권추정에 대한 대한민국 민법 채권법 조합에 대한 조문이다. 법률 제17905호로 2011년 3월 7일에 전문개정되었고 2021년 1월 26일에 일부개정되어 시행되었다.

## 조문
제709조(업무집행자의 대리권추정) 조합의 업무를 집행하는 조합원은 그 업무집행의 대리권있는 것으로 추정한다.

第709條(業務執行者의 代理權推定) 組合의 業務를 執行하는 組合員은 그 業務執行의 代理權있는 것으로 推定한다.